# Coefficiente di riempimento
Il coefficiente di riempimento (o conosciuto anche come efficienza volumetrica, siccome il valore può essere maggiore dell'unità), in passato conosciuto come rendimento volumetrico rappresenta quanto "efficientemente" si riempie il cilindro rispetto ai valori teorici (cilindrata).

## Descrizione
Questo valore è dato dal rapporto del volume dell'aria o miscela aria-carburante realmente introdotta e intrappolata nel cilindro ed il volume dell'aria a condizioni di funzionamento, con valori di pressione e temperatura (solitamente 20 °C a 1,013 bar) rispetto al volume che occuperebbe in caso di motore statico (cilindrata); quest'ultimo è quindi pari alla corsa del pistone per l'area proiettata del cielo del pistone.

## Soluzioni
Metodi possibili per aumentare il rendimento volumetrico di un autoveicolo sono:
- Sovralimentazione, sistema che aumentando la pressione in aspirazione aumenta densità della carica aspirata, quindi a parità di volume di aria aspirata la massa di aria aumenta. Come effetto dell'aumento di densità poi si ha un aumento di potenza erogata dal motore.
- Effetti dinamici: l'aspirazione e lo scarico del motore vengono progettati in modo da sfruttare le onde dinamiche che si instaurano all'interno dei condotti di aspirazione e di scarico per favorire il riempimento del cilindro in fase di aspirazione. In particolare la lunghezza dei condotti viene modulata in modo da "accordare" il motore ad un dato regime di rotazione per sfruttare l'effetto di pressione causato dalla riflessione dell'onda di espansione all'estremità del condotto di aspirazione che, riflettendosi in onda di compressione, aiuta a comprimere la carica nel ciclo successivo e favorire il riempimento del cilindro aumentando la massa di aria aspirata (effetto ram). Per i motori da competizione tale effetto viene esasperato fino ad ottenere valori di rendimento volumetrico addirittura superiori all'unità. Per i motori 2T l'effetto di sovralimentazione dato dagli effetti dinamici viene sfruttato attraverso l'accordatura fluidodinamica dello scarico che favorisce la fase di lavaggio del cilindro e il successivo riempimento adottando sistemi di scarico ad espansione.
- Incrocio delle valvole: si sfrutta l'incrocio aumentando l'angolo di ritardo alla chiusura delle valvole di scarico e aumentando l'angolo di anticipo all'apertura delle valvole di aspirazione per favorire il lavaggio del cilindro nella fase di scarico (motore 4T) e allo stesso tempo migliorare il riempimento in fase di aspirazione. L'effetto dell'incrocio è favorevole per alti regimi di rotazione mentre è dannoso per regimi di rotazione bassi perché non si riesce a sfruttare gli effetti dinamici a causa delle basse velocità e si ha un peggioramento dei consumi per via del fatto che vi è una percentuale di gas residui troppo alta. La fasatura delle valvole per motori da competizione viene messa a punto per alti regimi trascurando i problemi che vi sono ai bassi in quanto un motore di questo tipo non funzionerà in tali condizioni operative, Se si potesse variare la fasatura delle valvole in funzione del numero di giri si dovrebbe diminuire l'apertura e la fase per i bassi e aumentare incrocio e apertura agli alti. Per questo sono stati poi adottati dei sistemi di distribuzione a fasatura variabile
- Scatola dell'aria sistema che permette di mantenere l'aria in moto non turbolento e migliorare il suo fluire nel motore

## Valori tipico
Questo valore varia molto in base alla tipologia di motore, così come ai suoi parametri operativi.

I valori tipici per i motori aspirati oscillano tra i 0,7 e circa 1 e generalmente per i motori ad accensione comandata si ha un 0,9 nella condizione di potenza massima, generalmente questo valore aumenta al diminuire del rapporto di compressione.

Nei motori sovralimentati questo valore può aumentare di molto, andando anche oltre il 2, difatti con una sovralimentazione di 2 bar (pressione atmosferica più 2 bar), ottenibile tramite un rapporto di compressione di 3 del compressore volumetrico o del compressore centrifugo o del turbo, ecc si ha un coefficiente di riempimento di 1,6/1,7, mentre se viene utilizzato anche l'intercooler, il coefficiente di riempimento arriva anche a 2,2.